# El Paso (grupo)

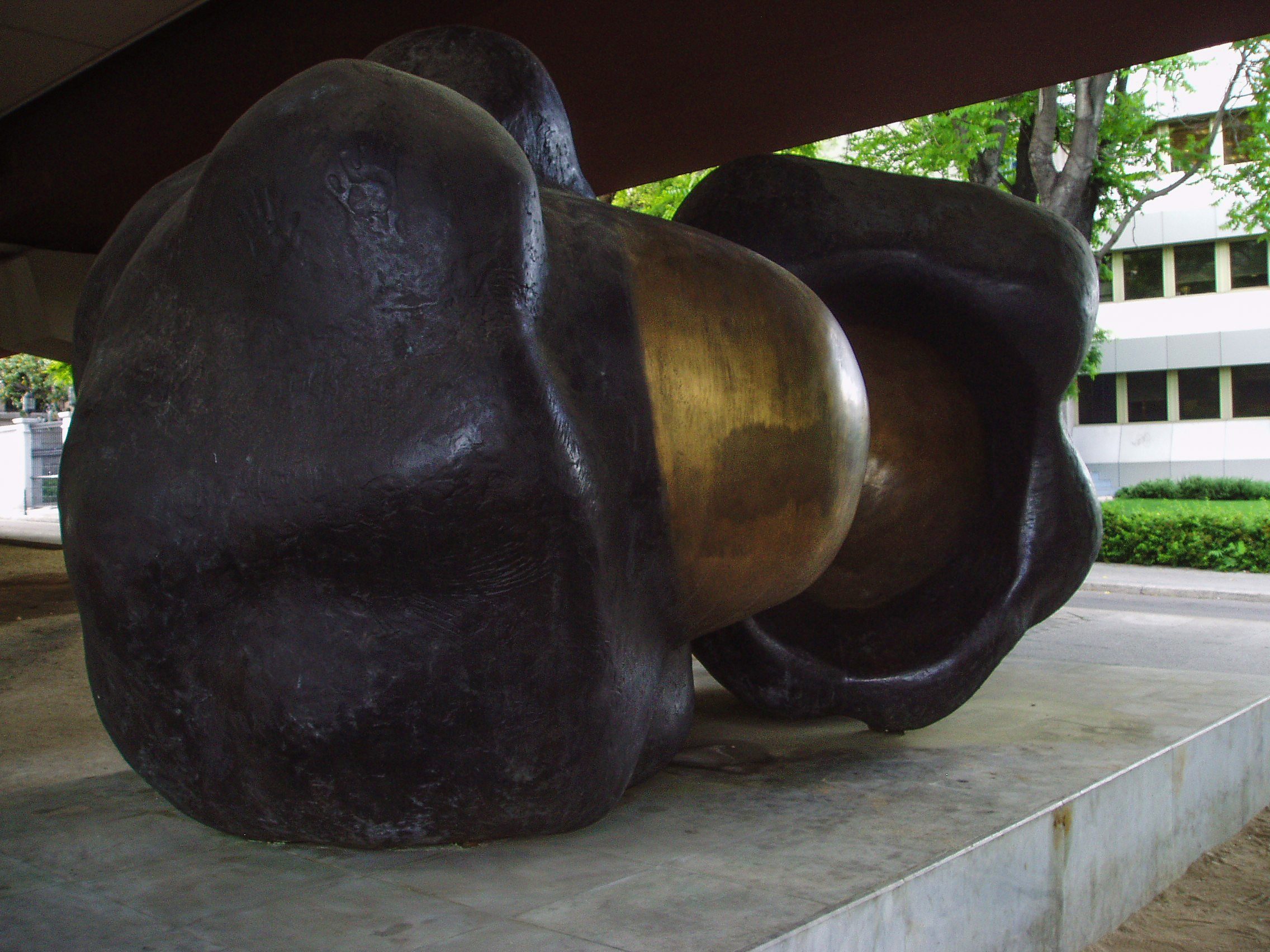
Pablo Serrano: Unidades-Yunta 1972.

El Paso es un colectivo de artistas fundado en febrero de 1957 en Madrid, siendo el grupo de mayor relevancia en la configuración y definición de la vanguardia española de posguerra.
El Grupo El Paso desempeñó un papel fundamental en el proceso de normalización de una vanguardia, desorientada y dispersa desde el final de la Guerra Civil. Presenta una significación singular debido a la procedencia dispar de sus miembros, su coherencia plástica, a pesar de la fuerte individualidad de cada uno de sus componentes, y a su ideología comprometida y radical

## Historia

### Integrantes
Los integrantes de El Paso en el momento de la firma del manifiesto y en sus primeras exposiciones como colectivo fueron los pintores Rafael Canogar, Luis Feito, Juana Francés, Manolo Millares, Manuel Rivera, Antonio Suárez, Antonio Saura y el escultor Pablo Serrano. Junto a estos artistas formaron parte del grupo los críticos de arte José Ayllón y Manolo Conde. En el año 1958 se incorporan los artistas Martín Chirino y Manuel Viola. También se incluye al arquitecto Antonio Fernández Alba.
La procedencia de sus componentes era diversa, siendo Manolo Millares nacido en Las Palmas de Gran Canaria, Antonio Saura en Huesca, Rafael Canogar en Toledo, Pablo Serrano en Crivillén (Teruel), Manuel Rivera en Granada, Antonio Suárez en Gijón (Asturias), Juana Francés en Alicante, Manuel Viola en Zaragoza y el crítico José Ayllón en Tarragona. Solamente eran de Madrid Luis Feito y Manolo Conde. Se produce así una confluencia en la que se ve un paralelismo con la procedencia dispar y su encuentro en Madrid de los componentes de la llamada Generación del 98. Juana Francés fue la única artista de El Paso.

### Manifiesto
En marzo de 1957 se publicó el manifiesto de El Paso redactado por José Ayllón y con el símbolo del grupo realizado por Antonio Saura basándose en una obra de Pablo Serrano. En abril de ese mismo año se inauguraba la primera exposición del grupo en la Librería-Galería Buchholz de Madrid. 
Una fotografía de Manolo Millares, reproducida en diversas ocasiones, en la que el pintor aparece junto a un deteriorado cartel en el que se lee «PROHIBIDO EL PASO», es un testimonio preciso de esta actitud a contracorriente. En el manifiesto de El Paso (1957), se afirmaba: «Creemos que nuestro arte no será válido mientras no contenga una inquietud coincidente con los signos de la época, realizando una apasionada toma de contacto con las más renovadoras corrientes artísticas. Vamos hacia una plástica revolucionaria —en la que estén presentes nuestra tradición dramática y nuestra directa expresión— que responda históricamente a una actividad universal».
El grupo terminó en 1960 con una exposición en la Galería L'Attico de Roma.

## Características

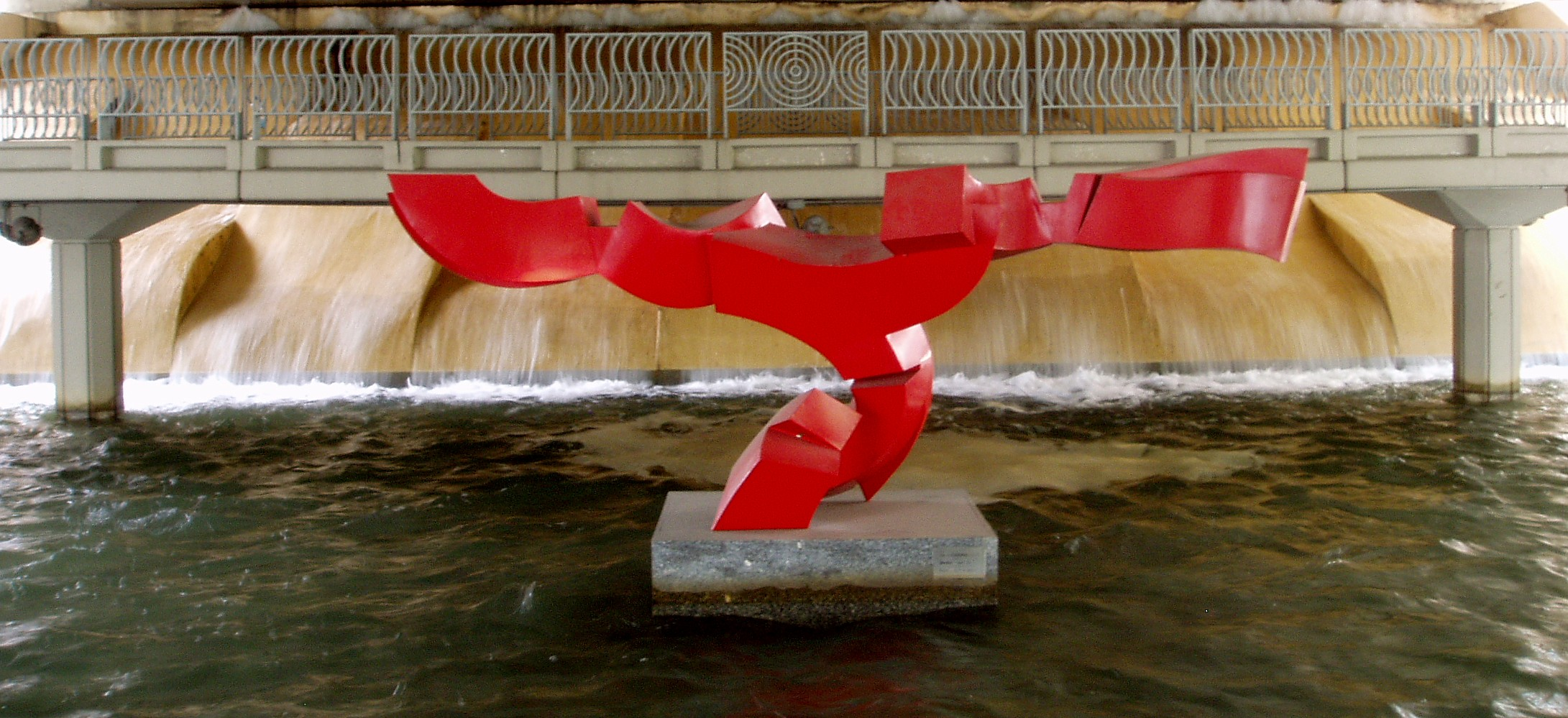
Escultura de M. Chirino.

Los artistas de El Paso iniciaron su formación en un ambiente artístico en el que la modernidad se abría paso de una forma precaria. En realidad, podría decirse que el arte de los miembros del grupo, al igual que el de otros muchos artistas de vanguardia de entonces, no se correspondía con las condiciones reales e históricas del país. Su actividad fue una labor que tendió un puente, un paso, entre una modernidad invertebrada y una vanguardia radical. Para ello, al igual que para otros pintores que vivieron la aventura del Informalismo y construyeron la poética del Arte otro, fue decisivo el conocimiento de las realizaciones de la vanguardia abstracta. La vanguardia que tenía su centro y capital en París y el Expresionismo Abstracto norteamericano fueron los puntos de referencia y contacto con un nuevo lenguaje que inmediatamente asimilaron e hicieron propio. En este sentido, los artistas de El Paso realizaron un arte en el que existen varios componentes que forman parte de un denominador común: la primacía de una expresividad agresiva e intensa; la reducción intencionada del color a unos límites mínimos para su existencia y, por último, a través de ello, el convencimiento en una poética artística del compromiso.
Uno de los aspectos que definen la dimensión plástica de El Paso fue precisamente su preocupación y actitud crítica ante la realidad y su compromiso con una situación histórica. La vanguardia significaba rebeldía, ruptura. El compromiso con la realidad del momento suponía una misma actitud de lucha y negación de lo establecido que los miembros de El Paso identificaron con su práctica artística.
Una tradición dramática que tiene su referencia en la expresividad y agresividad radical de la pintura final de Goya. El monocromatismo y la gestualidad de Saura, los hierros encontrados y soldados herencia del dadaísmo más radical de Pablo Serrano, las condensaciones de materia de Feito, Suárez y Juana Francés, la desgarrada angustia, existencial y patética de las arpilleras de Millares, las telas metálicas de Rivera, los nocturnos, ausentes de color, de Viola, las espirales de Chirino y la gestualidad expresiva y palpitante de Rafael Canogar, inciden en una idea esencial: el valor plástico y agresivo de la tradición española y su recuperación para una vanguardia universal. El Paso fue un paso imprescindible en la afirmación de la vanguardia y en la consolidación de la modernidad artística e histórica de España.